# Ménil-Vin
Ménil-Vin is een gemeente in het Franse departement Orne (regio Normandië) en telt 63 inwoners (2009). De plaats maakt deel uit van het arrondissement Argentan.

## Geografie
De oppervlakte van Ménil-Vin bedraagt 3,6 km², de bevolkingsdichtheid is dus 17,5 inwoners per km².
De onderstaande kaart toont de ligging van Ménil-Vin met de belangrijkste infrastructuur en aangrenzende gemeenten.

## Demografie
Onderstaande figuur toont het verloop van het inwonertal (bron: INSEE-tellingen).